# Bộ đồng

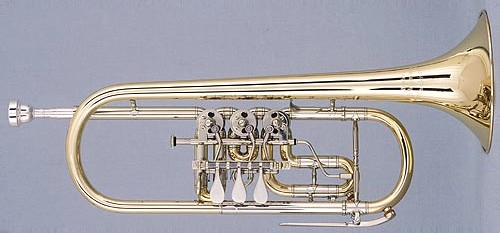
Trumpet là một loại kèn đồng trong bộ đồng ở dàn nhạc.

Trong âm nhạc, bộ đồng là tập hợp các loại nhạc cụ tạo ra âm thanh nhờ rung động của không khí trong hệ thống ống cộng hưởng hình ống với hơi thổi của người; ống cộng hưởng có thể thẳng hoặc uốn cong, hình trụ hay hình nón dài, kết thúc bằng miệng loe như chuông, thường chế tạo từ vật liệu chủ yếu là đồng. Trong tiếng Pháp loại này gọi chung là instruments à cuivres; trong tiếng Anh, loại này gọi chung là brass instrument đều có nghĩa chung là nhạc cụ bằng đồng. Ở Việt Nam thường quen gọi chung là kèn đồng.   Tuy nhiên, trong bộ đồng có nhiều họ, có họ lại có loại kèn chế tạo từ vật liệu không phải là đồng, mà là hợp kim hoặc phi kim loại (như gỗ, gốm). Do đó, hầu hết các nhà nhạc cụ học (Organologist) cho rằng thuật ngữ "nhạc cụ bằng đồng" nên được định nghĩa theo cách tạo ra âm thanh phát ra giống như tiếng kèn đồng, chứ không phải bởi  nhạc cụ có thực sự được làm bằng đồng hay không.

## Tổng quan

### Đặc điểm và hiệu quả trong âm nhạc
- Bộ nhạc cụ này tuy phong phú, gồm nhiều họ khác nhau, nhưng có đặc điểm chung cơ bản là nhờ hơi thổi của người mà có thể phát ra âm thanh có cường độ rất lớn, vang xa.[5] Do đó, tất cả các nhạc cụ trong bộ này được xếp vào loại nhạc cụ hơi, cùng với bộ gỗ.
- Tuy vậy, khác hẳn với tiếng của kèn gỗ, tiếng kèn đồng phát ra thường to, cho cảm giác mạnh mẽ, thôi thúc, trang trọng. Vì thế nhiều loại kèn đồng dùng trong các tác phẩm âm nhạc có phối hợp của dàn nhạc giao hưởng để mô tả những thế lực hoặc sự kiện to lớn, hùng vĩ  trong xã hội và trong tự nhiên.
- Những nhạc phẩm mô tả chiến tranh rất thường sử dụng bộ đồng. Nhạc phẩm lừng danh của P. I. Tchaikovsky là Ouverture 1812 mô tả chiến thắng của Nga trước cuộc xâm lược của Napôlêông dùng bộ đồng ở nhiều đoạn khác nhau trong toàn bộ diễn biến. Nhiều phiên bản video biểu diễn nhạc phẩm này trên Youtube đã có hơn 50 triệu lượt người truy cập.[6][7][8][9]
- Một kiệt tác âm nhạc khác sử dụng bộ đồng rất có hiệu quả là nhạc phẩm lừng danh Bôlêro của  M. Ravel. Nhạc phẩm này đã kết hợp bộ đồng với bộ gõ, kết thúc bằng hợp âm nghịch đã tạo ra cảm giác một sự kiện dữ dội, dần dần và chậm chạp, "lừ lừ" từ xa đến mà không có gì ngăn cản nổi.[10]
- Nhạc phẩm Trắcđát của V. Monti vốn là một điệu vũ dân gian, nhưng được Paul Mauriat hòa âm, phối khí cho dàn nhạc, phần mở đầu bằng trumpet nghe thúc dục, phần kết thúc sử dụng dàn kèn đồng biểu diễn biến tấu đã tạo ra cảm giác bi hùng của những cô gái tiễn biệt người thương. Nhạc phẩm này công diễn từ năm 1998, hiện trên Youtube có phiên bản được hơn 3,2 triệu lượt người truy cập.[11]
- Với hiệu quả như vậy, các đội quân nhạc trên thế giới cũng như ở Việt Nam chủ yếu là dàn nhạc kèn đồng. Đội quân nhạc thường sử dụng trong các lễ nghi Nhà nước, hòa tấu khúc quân hành trong các cuộc diễu binh.

### Các loại kèn đồng thường gặp

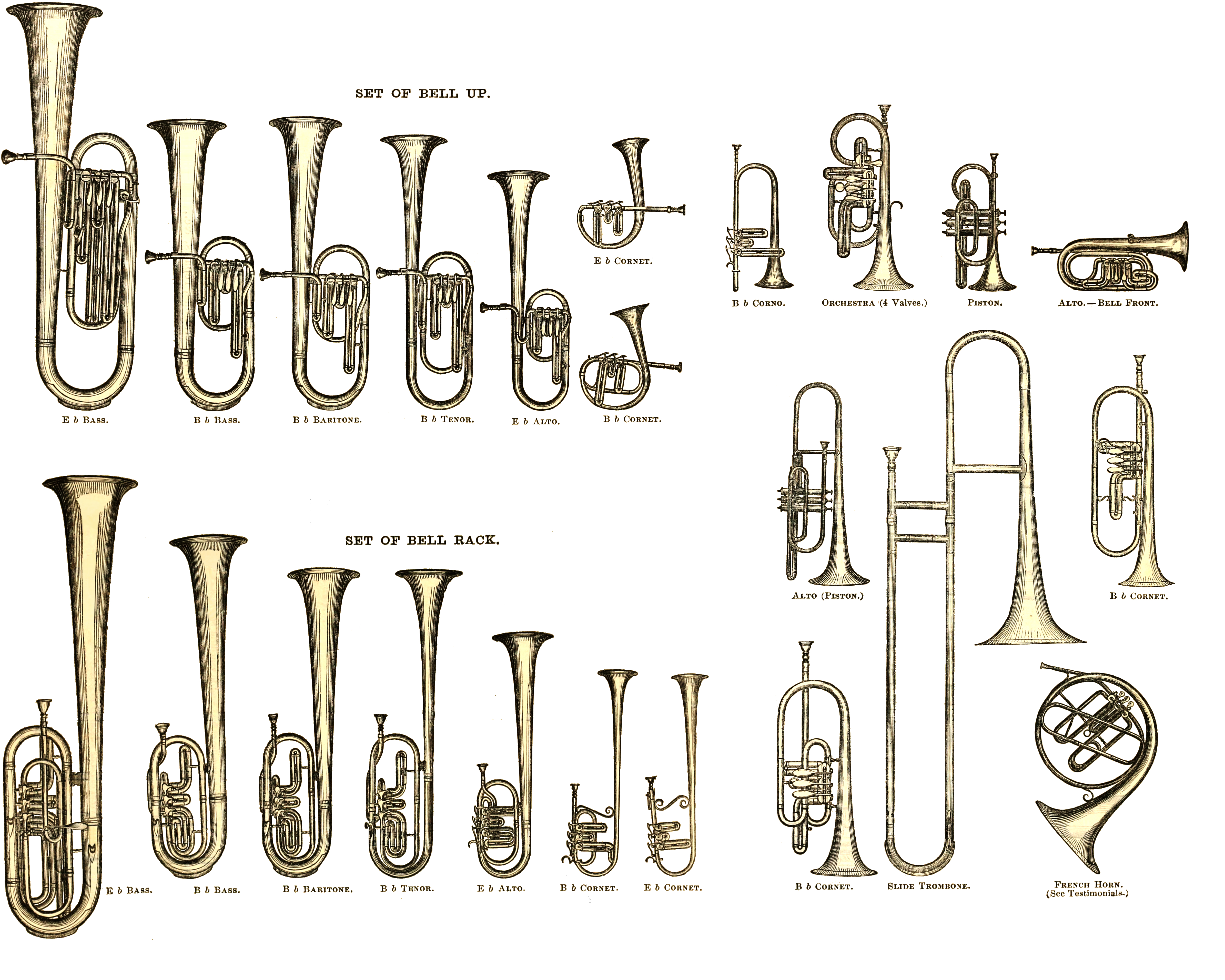
Các loại kèn đồng phổ biến ở dàn nhạc giao hưởng (từ thế kỉ XIX)
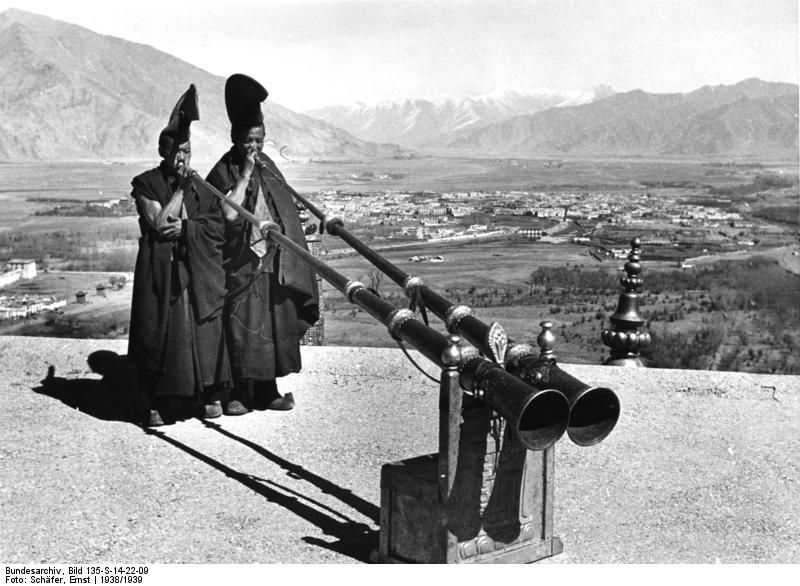
Trumpet đời cổ xưa, ống dài, loa to, không van.
Kèn Flugelhorn giống như trumpet, nhưng thường dùng trong Jazz.
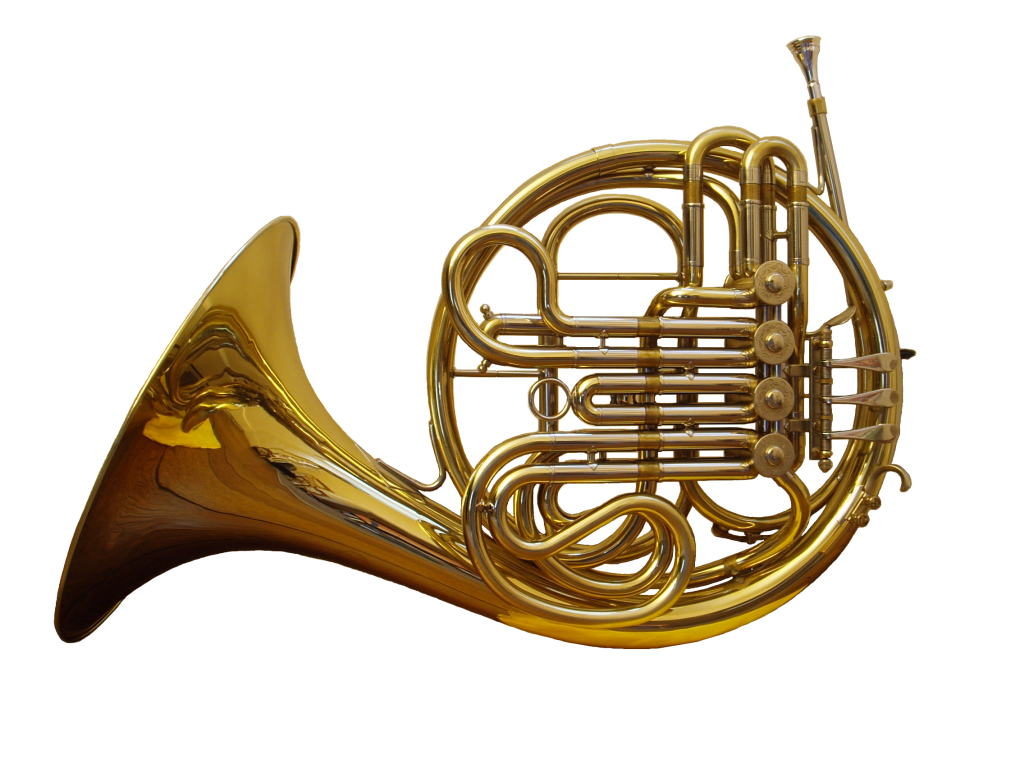
Kèn săn Pháp (kèn cor)
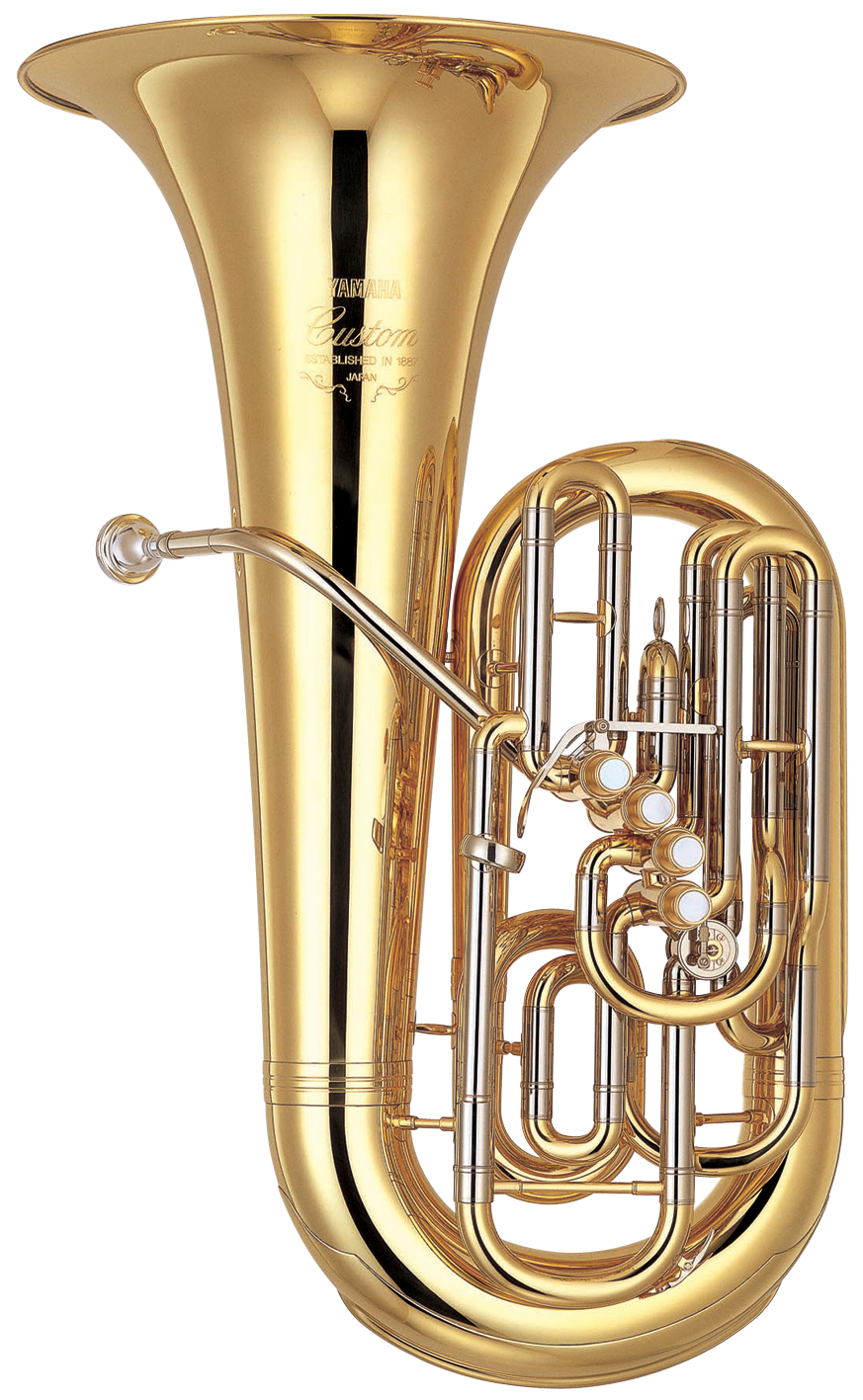
Kèn tuba
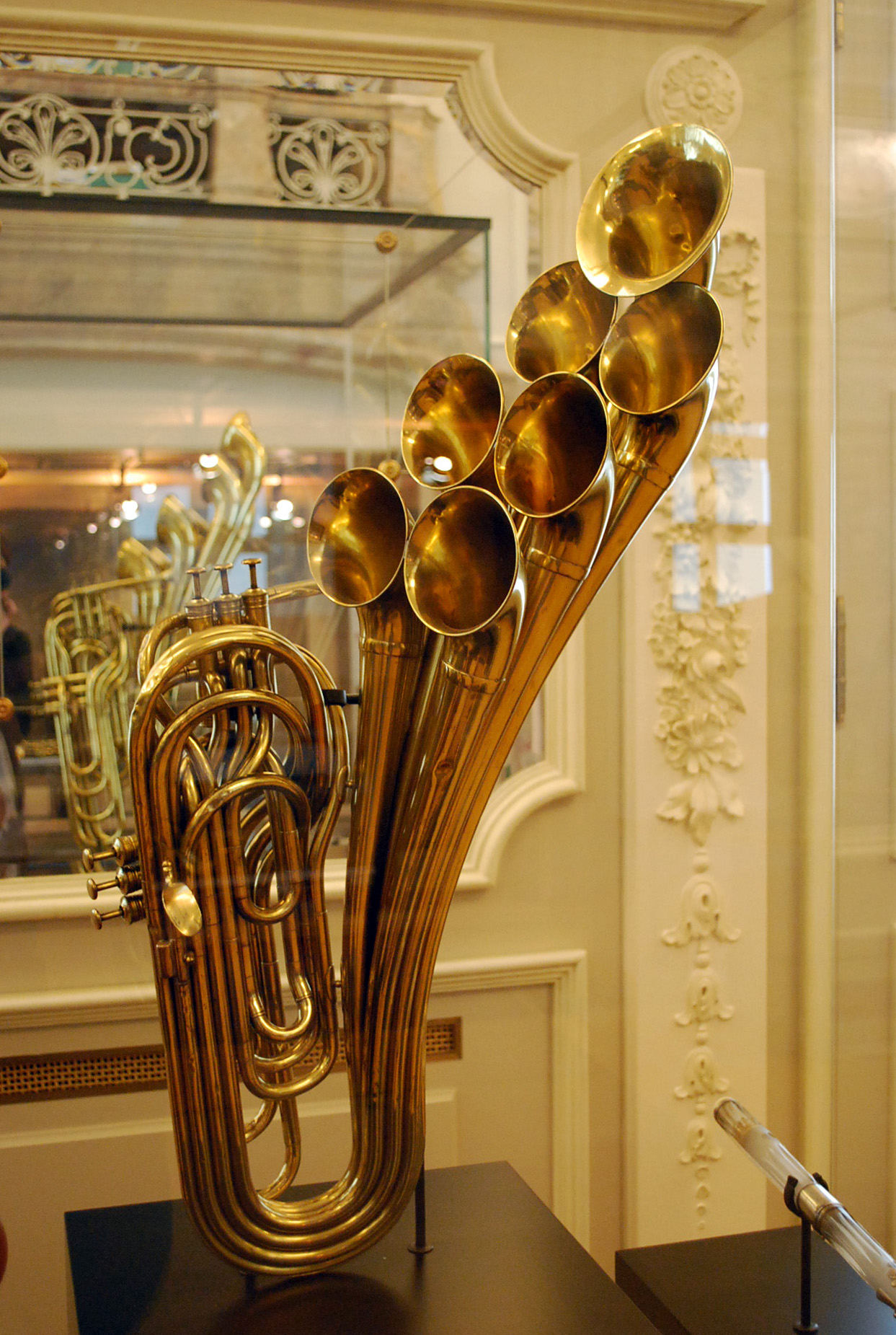
Kèn đồng bảy ống
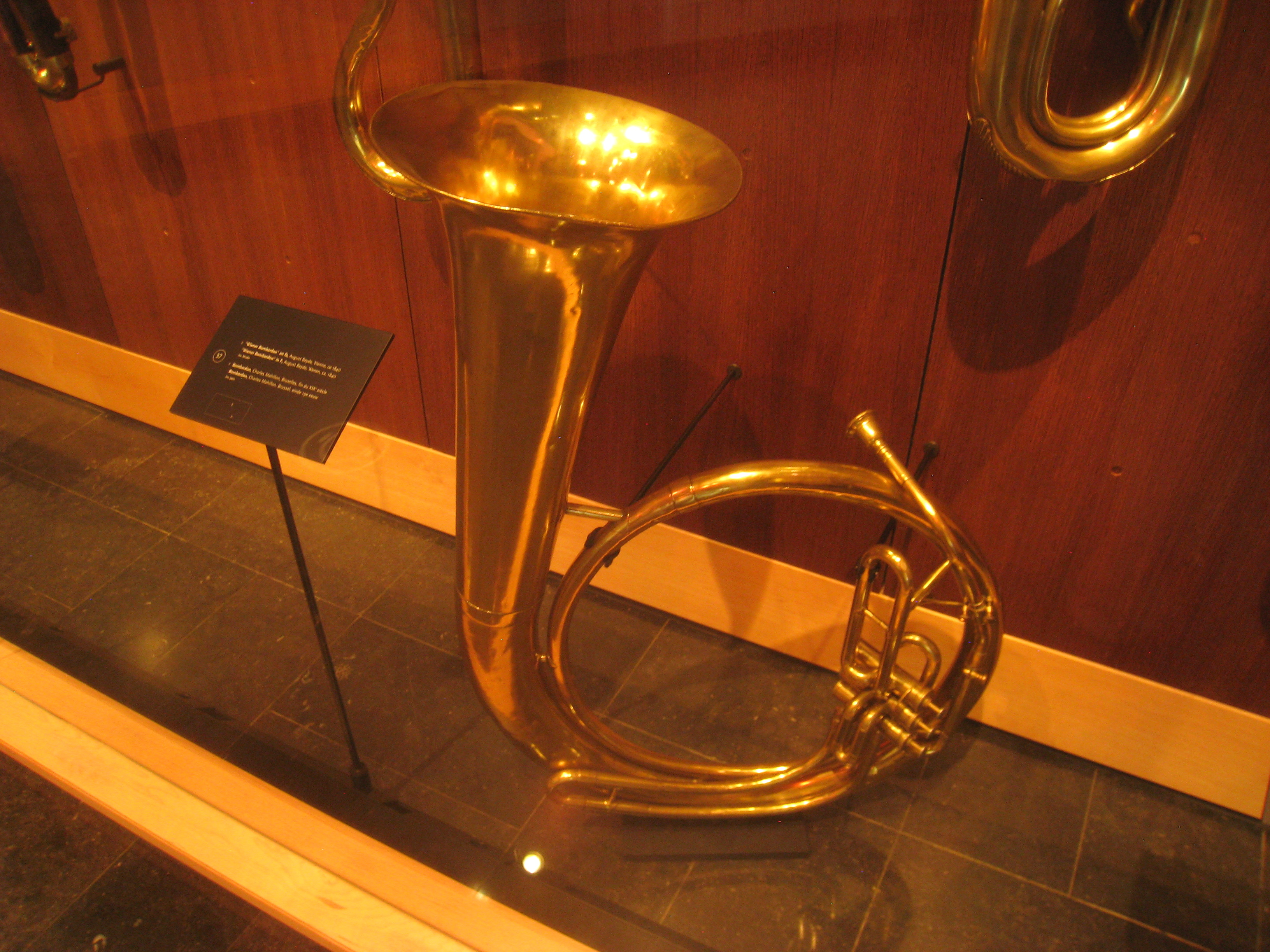
Một loại kèn đồng địa phương
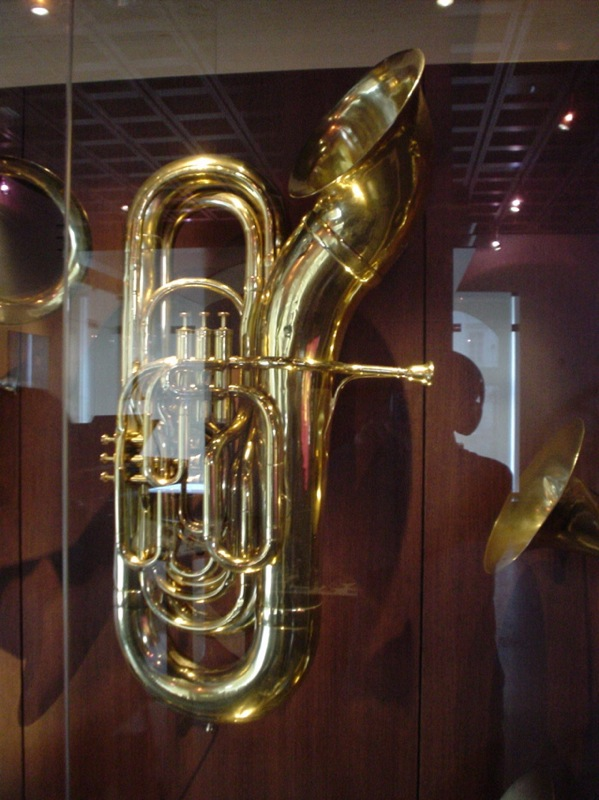
Kèn saxhorn.
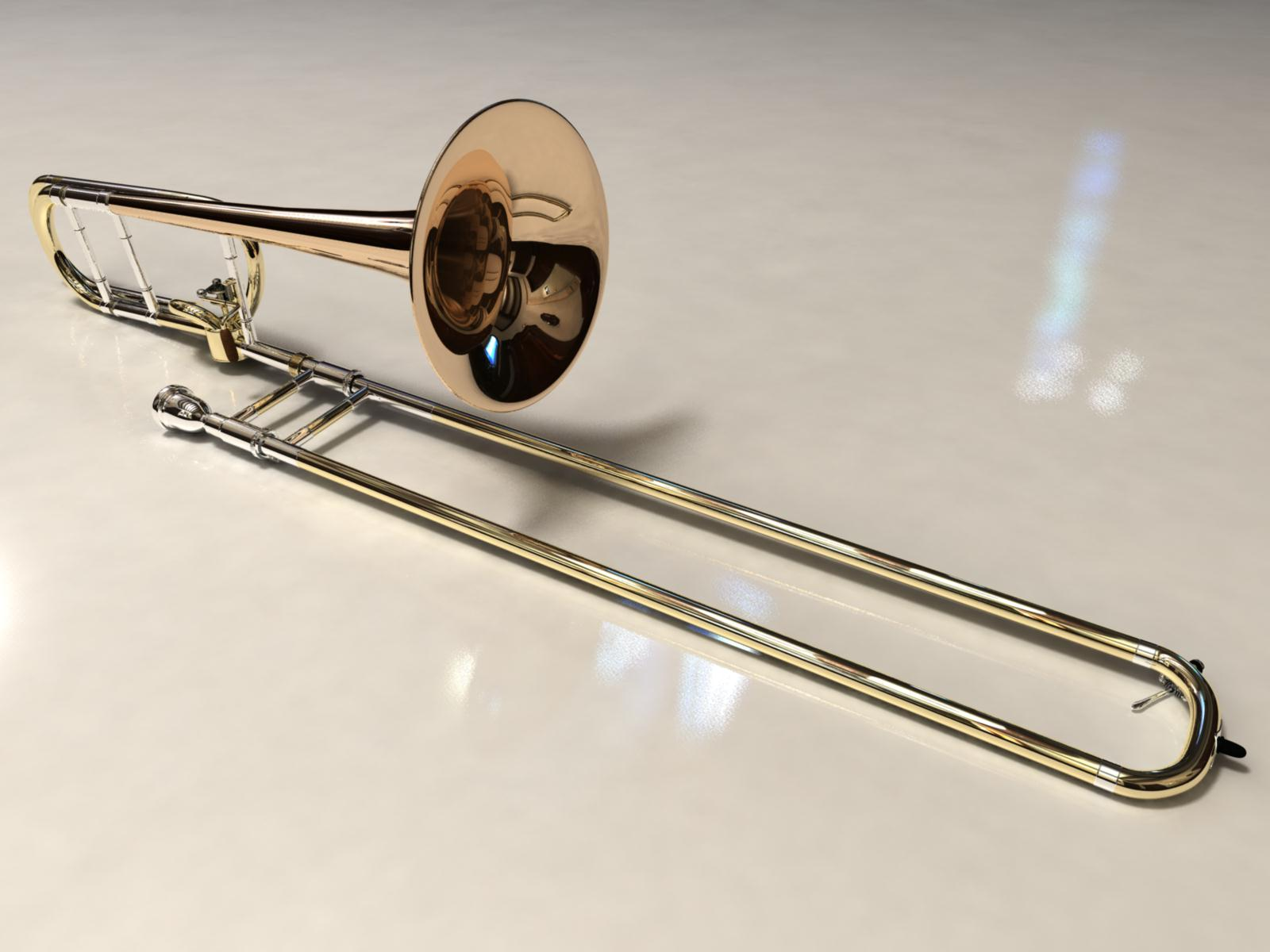
Kèn Trombone.
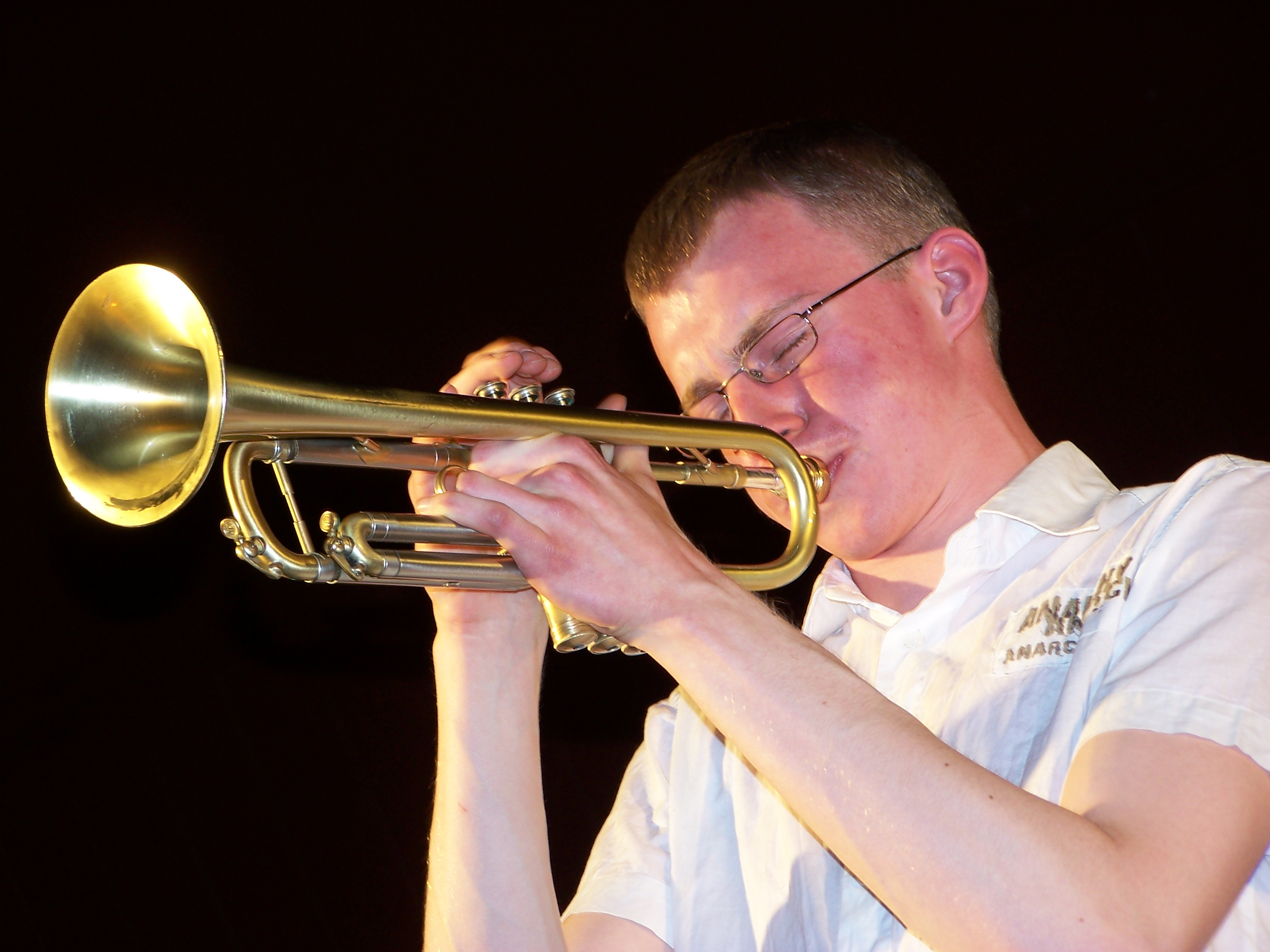
Kèn Trumpet

## Nội hàm
Trong âm nhạc học, bộ đồng có hai nội dung khác nhau về mức độ (nghĩa rộng và nghĩa hẹp):
- Theo nghĩa rộng: Bộ đồng là tập hợp bất kỳ các nhạc cụ hơi nào cấu tạo từ một ống kim loại hình trụ hoặc hình nón dài, thường kết thúc bằng miệng chuông loe, tạo ra âm bằng sự rung động khí cộng hưởng trong ống do người chơi thổi vào.[4][12] Theo nghĩa này, bộ đồng không phải là nhạc cụ bắt buộc phải làm bằng đồng, mà là nhạc cụ hơi phát ra thanh âm của kèn đồng.
- Theo nghĩa hẹp: Bộ đồng là tập hợp các kèn đồng trong dàn nhạc giao hưởng. Theo nghĩa này, bộ đồng là nghịch nghĩa với bộ gỗ và chỉ gồm 4 họ (familia / family) là: trumpet (trôngpet), French horn (kèn săn Pháp), trombone (trôngbôn) và tuba.[5][13]